# Pere Joan Llonell

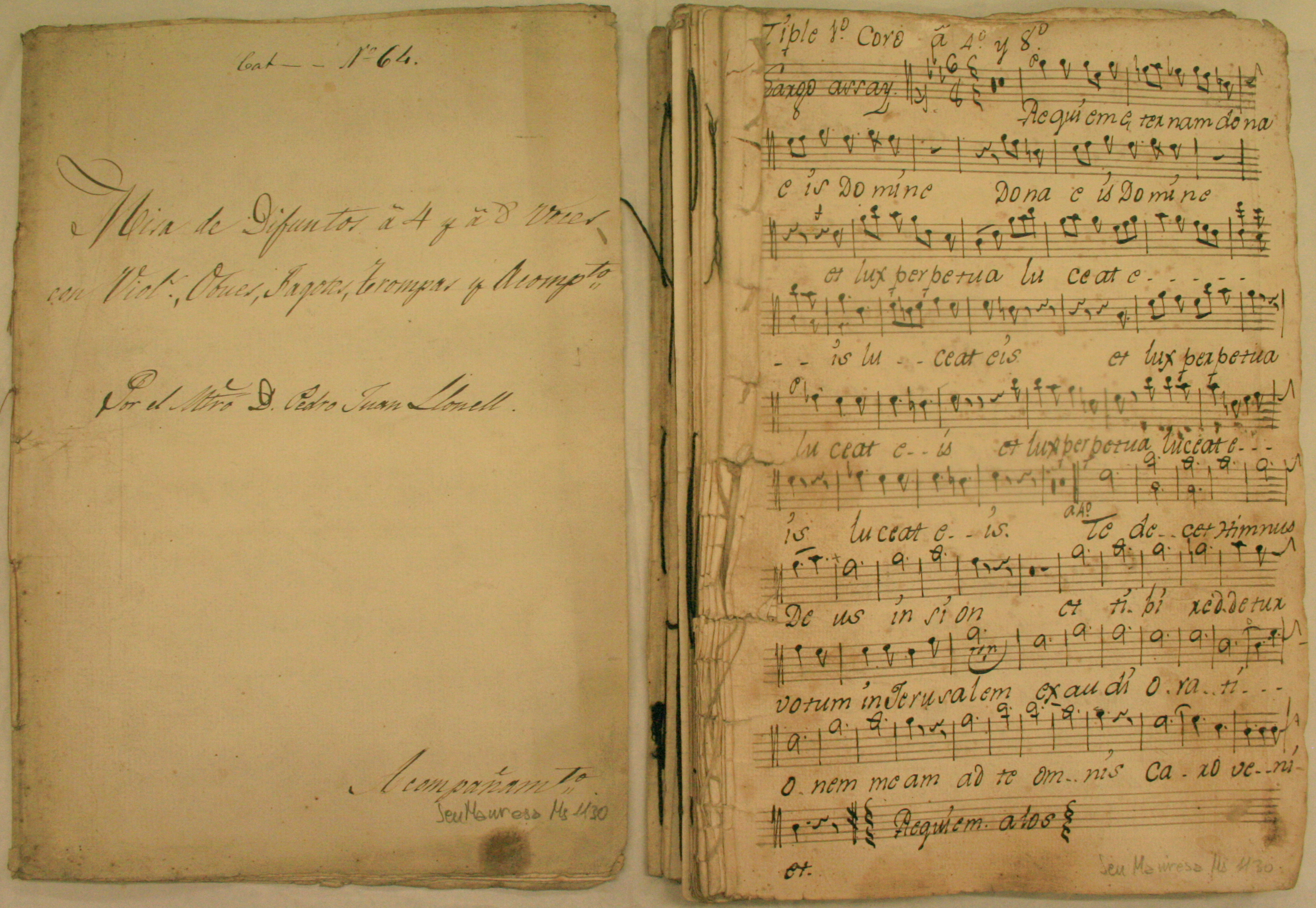
Portada i primera pàgina de la particel·la de tiple 1r de la missa de rèquiem de Pere Joan Llonell

Pere Joan Llonell va ser un compositor i mestre de capella de l'església del Pi, a Barcelona, durant la segona meitat del segle xviii. El Baró de Maldà dona notícia -al seu Calaix de sastre- de la seva mort el dia 28 de maig de 1791 fent constar que feia temps que patia hidropesia. No obstant això, altres fonts indiquen que P. J. Llonell fou mestre de capella de la basílica de Santa Maria del Pi de Barcelona, aproximadament, entre el darrer quart del s. XVIII i principis del s. XIX. Algunes de les seves composicions van tenir força difusió, en especial el seu Rèquiem, que es va continuar cantant fins a la segona meitat del segle xix i del qual es coneixen no pas menys de 12 còpies conservades arreu de Catalunya.

## Obres
Les seves obres es conserven a: l’Arxiu Parroquial de Santa Eulàlia de Berga, l'Arxiu Diocesà de Girona, l'Arxiu Comarcal de l'Anoia, l’Arxiu Parroquial de Sant Pere i Sant Pau de Canet de Mar, l'Arxiu Històric Arxidiocesà de Tarragona, l'Arxiu Comarcal de la Garrotxa (Olot), el Museu-Arxiu de Santa Maria de Mataró i l’Arxiu de la Catedral-Basílica del Sant Esperit de Terrassa.
- Cobles per a 4 veus i Orquestra
- Rèquiem per a 8 veus i Orquestra
- Salm per a 8 veus i instruments
- Rèquiem per a 4 veus i Orquestra
- Missa per a 4 veus i Acompanyament
- Missa per a 5 veus i Acompanyament
- Lletania per a 9 veus i Orquestra
- Lamentació per a 8 veus i Orquestra
- Lamentació per a 5 veus i Orquestra
- Missa per a 3 veus i instruments
- Missa per a 8 veus i Orquestra